# Zdzisław Świniarski
Zdzisław Świniarski (ur. 16 kwietnia 1966 w Stargard Szczeciński) – podpułkownik mgr inż. Wojska Polskiego.

## Życiorys
Zdzisław Świniarski urodził się w 1966 w Stargardzie Szczecińskim. Od 1986 roku w Wojsku Polskim, jako podchorąży Wyższej Szkoły Oficerskiej Wojsk Inżynieryjnych. W 1990 został dowódcą plutonu inżynieryjnego w 2bsap 12 Dywizji Zmechanizowanej, a w 1992 objął dowodzenie kompanią inżynieryjno-drogową. W 1996 został skierowany do Wojskowej Akademii Technicznej na dwuletnie studnia. Następnie został wyznaczony na stanowisko starszego oficera sekcji wojsk inżynieryjnych w dowództwie 12 DZ. W 2004 służył na stanowisku szefa sztabu, a następnie zastępcy dowódcy 2bsap w Stargardzie Szczecińskim. W 2007 został skierowany na kurs przygotowujący do objęcia stanowisk dowódczych o stopniu etatowym podpułkownik. Po kursie objął stanowisko dowódcy 16bsap 16DZ w Tczewie, którym dowodził do 23 grudnia 2010. Podczas swojej służby na tych stanowiskach brał udział w akcjach oczyszczania i rozminowywania terenu oraz budowie obiektów mostowych. Koordynował i organizował szkolenia m.in. z przepraw na rzece Wiśle oraz szkolenie załóg statków powietrznych lotnictwa Wojsk Lądowych i żołnierzy Wojsk Inżynieryjnych z zakresu niszczenia zatorów lodowych z udziałem śmigłowców. W latach 2010–2017 był szefem sztabu w 12 Brygadzie Zmechanizowanej. Zwolniony z zawodowej służby wojskowej 31 marca 2017.

## Awanse
- podporucznik – 1990
- porucznik – 1993
- major – 2002
- podpułkownik – 2007

## Ordery i odznaczenia
- Złoty Medal „Siły Zbrojne w Służbie Ojczyzny”[4].
- Złoty Medal „Za zasługi dla obronności kraju”[5]
- Srebrny Medal „Za zasługi dla obronności kraju”
- Srebrny Medal „Siły Zbrojne w Służbie Ojczyzny”
- Brązowy Medal „Za zasługi dla obronności kraju”
- Brązowy Medal „Siły Zbrojne w Służbie Ojczyzny”
- medal „Zasłużonemu Saperowi WP”[6]
- list gratulacyjny od Dowódcy Wojsk Lądowych[7]